# Họ Nham xương bồ
Họ Nham xương bồ (danh pháp khoa học: Tofieldiaceae) là một họ thực vật có hoa. Họ này lần đầu tiên được công nhận trong thời gian gần đây.
Hệ thống APG II năm 2003 (không thay đổi từ hệ thống APG năm 1998, cũng công nhận họ này và đặt nó trong bộ Trạch tả (Alismatales), của nhánh thực vật một lá mầm (monocots). Họ này theo định nghĩa của APG chỉ chứa 3-5 chi và tổng cộng khoảng 27 loài.

## Tiến hóa
Nhóm thân cây của họ Tofieldiaceae có niên đại khoảng 124 triệu năm trước (Ma), nhóm chỏm cây của họ Tofieldiaceae có niên đại khoảng 100 Ma (Janssen & Bremer 2004).

## Phát sinh chủng loài
Cây phát sinh chủng loài dưới đây lấy theo APG II, với họ Maundiaceae vẫn nằm trong họ Juncaginaceae còn họ Limnocharitaceae vẫn đứng độc lập.
|  | Hydrocharitaceae |
|  |                  |
|  | Butomaceae       |
|  |                  |

| Alismataceae s.l. | \| \| Alismataceae s.s. \| \| \| \| \| \| Limnocharitaceae \| \| \| \| |
|                   | \| \| Alismataceae s.s. \| \| \| \| \| \| Limnocharitaceae \| \| \| \| |
|                   | Alismataceae s.s.                                                      |
|                   |                                                                        |
|                   | Limnocharitaceae                                                       |
|                   |                                                                        |

|  | Alismataceae s.s. |
|  |                   |
|  | Limnocharitaceae  |
|  |                   |

|  | Hydrocharitaceae |
|  |                  |
|  | Butomaceae       |
|  |                  |

| Alismataceae s.l. | \| \| Alismataceae s.s. \| \| \| \| \| \| Limnocharitaceae \| \| \| \| |
|                   | \| \| Alismataceae s.s. \| \| \| \| \| \| Limnocharitaceae \| \| \| \| |
|                   | Alismataceae s.s.                                                      |
|                   |                                                                        |
|                   | Limnocharitaceae                                                       |
|                   |                                                                        |

|  | Alismataceae s.s. |
|  |                   |
|  | Limnocharitaceae  |
|  |                   |

|  | Posidoniaceae                                                |
|  |                                                              |
|  | \| \| Ruppiaceae \| \| \| \| \| \| Cymodoceaceae \| \| \| \| |
|  |                                                              |
|  | Ruppiaceae                                                   |
|  |                                                              |
|  | Cymodoceaceae                                                |
|  |                                                              |

|  | Ruppiaceae    |
|  |               |
|  | Cymodoceaceae |
|  |               |

|  | Zosteraceae      |
|  |                  |
|  | Potamogetonaceae |
|  |                  |

|  | Posidoniaceae                                                |
|  |                                                              |
|  | \| \| Ruppiaceae \| \| \| \| \| \| Cymodoceaceae \| \| \| \| |
|  |                                                              |
|  | Ruppiaceae                                                   |
|  |                                                              |
|  | Cymodoceaceae                                                |
|  |                                                              |

|  | Ruppiaceae    |
|  |               |
|  | Cymodoceaceae |
|  |               |

|  | Zosteraceae      |
|  |                  |
|  | Potamogetonaceae |
|  |                  |

|  | Posidoniaceae                                                |
|  |                                                              |
|  | \| \| Ruppiaceae \| \| \| \| \| \| Cymodoceaceae \| \| \| \| |
|  |                                                              |
|  | Ruppiaceae                                                   |
|  |                                                              |
|  | Cymodoceaceae                                                |
|  |                                                              |

|  | Ruppiaceae    |
|  |               |
|  | Cymodoceaceae |
|  |               |

|  | Zosteraceae      |
|  |                  |
|  | Potamogetonaceae |
|  |                  |

|  | Posidoniaceae                                                |
|  |                                                              |
|  | \| \| Ruppiaceae \| \| \| \| \| \| Cymodoceaceae \| \| \| \| |
|  |                                                              |
|  | Ruppiaceae                                                   |
|  |                                                              |
|  | Cymodoceaceae                                                |
|  |                                                              |

|  | Ruppiaceae    |
|  |               |
|  | Cymodoceaceae |
|  |               |

|  | Zosteraceae      |
|  |                  |
|  | Potamogetonaceae |
|  |                  |

|  | Posidoniaceae                                                |
|  |                                                              |
|  | \| \| Ruppiaceae \| \| \| \| \| \| Cymodoceaceae \| \| \| \| |
|  |                                                              |
|  | Ruppiaceae                                                   |
|  |                                                              |
|  | Cymodoceaceae                                                |
|  |                                                              |

|  | Ruppiaceae    |
|  |               |
|  | Cymodoceaceae |
|  |               |

|  | Zosteraceae      |
|  |                  |
|  | Potamogetonaceae |
|  |                  |

|  | Posidoniaceae                                                |
|  |                                                              |
|  | \| \| Ruppiaceae \| \| \| \| \| \| Cymodoceaceae \| \| \| \| |
|  |                                                              |
|  | Ruppiaceae                                                   |
|  |                                                              |
|  | Cymodoceaceae                                                |
|  |                                                              |

|  | Ruppiaceae    |
|  |               |
|  | Cymodoceaceae |
|  |               |

|  | Zosteraceae      |
|  |                  |
|  | Potamogetonaceae |
|  |                  |

|  | Posidoniaceae                                                |
|  |                                                              |
|  | \| \| Ruppiaceae \| \| \| \| \| \| Cymodoceaceae \| \| \| \| |
|  |                                                              |
|  | Ruppiaceae                                                   |
|  |                                                              |
|  | Cymodoceaceae                                                |
|  |                                                              |

|  | Ruppiaceae    |
|  |               |
|  | Cymodoceaceae |
|  |               |

|  | Zosteraceae      |
|  |                  |
|  | Potamogetonaceae |
|  |                  |

|  | Posidoniaceae                                                |
|  |                                                              |
|  | \| \| Ruppiaceae \| \| \| \| \| \| Cymodoceaceae \| \| \| \| |
|  |                                                              |
|  | Ruppiaceae                                                   |
|  |                                                              |
|  | Cymodoceaceae                                                |
|  |                                                              |

|  | Ruppiaceae    |
|  |               |
|  | Cymodoceaceae |
|  |               |

|  | Zosteraceae      |
|  |                  |
|  | Potamogetonaceae |
|  |                  |

|  | Posidoniaceae                                                |
|  |                                                              |
|  | \| \| Ruppiaceae \| \| \| \| \| \| Cymodoceaceae \| \| \| \| |
|  |                                                              |
|  | Ruppiaceae                                                   |
|  |                                                              |
|  | Cymodoceaceae                                                |
|  |                                                              |

|  | Ruppiaceae    |
|  |               |
|  | Cymodoceaceae |
|  |               |

|  | Zosteraceae      |
|  |                  |
|  | Potamogetonaceae |
|  |                  |

|  | Posidoniaceae                                                |
|  |                                                              |
|  | \| \| Ruppiaceae \| \| \| \| \| \| Cymodoceaceae \| \| \| \| |
|  |                                                              |
|  | Ruppiaceae                                                   |
|  |                                                              |
|  | Cymodoceaceae                                                |
|  |                                                              |

|  | Ruppiaceae    |
|  |               |
|  | Cymodoceaceae |
|  |               |

|  | Zosteraceae      |
|  |                  |
|  | Potamogetonaceae |
|  |                  |

|  | Posidoniaceae                                                |
|  |                                                              |
|  | \| \| Ruppiaceae \| \| \| \| \| \| Cymodoceaceae \| \| \| \| |
|  |                                                              |
|  | Ruppiaceae                                                   |
|  |                                                              |
|  | Cymodoceaceae                                                |
|  |                                                              |

|  | Ruppiaceae    |
|  |               |
|  | Cymodoceaceae |
|  |               |

|  | Zosteraceae      |
|  |                  |
|  | Potamogetonaceae |
|  |                  |

|  | Posidoniaceae                                                |
|  |                                                              |
|  | \| \| Ruppiaceae \| \| \| \| \| \| Cymodoceaceae \| \| \| \| |
|  |                                                              |
|  | Ruppiaceae                                                   |
|  |                                                              |
|  | Cymodoceaceae                                                |
|  |                                                              |

|  | Ruppiaceae    |
|  |               |
|  | Cymodoceaceae |
|  |               |

|  | Zosteraceae      |
|  |                  |
|  | Potamogetonaceae |
|  |                  |

|  | Posidoniaceae                                                |
|  |                                                              |
|  | \| \| Ruppiaceae \| \| \| \| \| \| Cymodoceaceae \| \| \| \| |
|  |                                                              |
|  | Ruppiaceae                                                   |
|  |                                                              |
|  | Cymodoceaceae                                                |
|  |                                                              |

|  | Ruppiaceae    |
|  |               |
|  | Cymodoceaceae |
|  |               |

|  | Zosteraceae      |
|  |                  |
|  | Potamogetonaceae |
|  |                  |

|  | Posidoniaceae                                                |
|  |                                                              |
|  | \| \| Ruppiaceae \| \| \| \| \| \| Cymodoceaceae \| \| \| \| |
|  |                                                              |
|  | Ruppiaceae                                                   |
|  |                                                              |
|  | Cymodoceaceae                                                |
|  |                                                              |

|  | Ruppiaceae    |
|  |               |
|  | Cymodoceaceae |
|  |               |

|  | Zosteraceae      |
|  |                  |
|  | Potamogetonaceae |
|  |                  |

|  | Posidoniaceae                                                |
|  |                                                              |
|  | \| \| Ruppiaceae \| \| \| \| \| \| Cymodoceaceae \| \| \| \| |
|  |                                                              |
|  | Ruppiaceae                                                   |
|  |                                                              |
|  | Cymodoceaceae                                                |
|  |                                                              |

|  | Ruppiaceae    |
|  |               |
|  | Cymodoceaceae |
|  |               |

|  | Zosteraceae      |
|  |                  |
|  | Potamogetonaceae |
|  |                  |

|  | Posidoniaceae                                                |
|  |                                                              |
|  | \| \| Ruppiaceae \| \| \| \| \| \| Cymodoceaceae \| \| \| \| |
|  |                                                              |
|  | Ruppiaceae                                                   |
|  |                                                              |
|  | Cymodoceaceae                                                |
|  |                                                              |

|  | Ruppiaceae    |
|  |               |
|  | Cymodoceaceae |
|  |               |

|  | Zosteraceae      |
|  |                  |
|  | Potamogetonaceae |
|  |                  |

|  | Hydrocharitaceae |
|  |                  |
|  | Butomaceae       |
|  |                  |

| Alismataceae s.l. | \| \| Alismataceae s.s. \| \| \| \| \| \| Limnocharitaceae \| \| \| \| |
|                   | \| \| Alismataceae s.s. \| \| \| \| \| \| Limnocharitaceae \| \| \| \| |
|                   | Alismataceae s.s.                                                      |
|                   |                                                                        |
|                   | Limnocharitaceae                                                       |
|                   |                                                                        |

|  | Alismataceae s.s. |
|  |                   |
|  | Limnocharitaceae  |
|  |                   |

|  | Hydrocharitaceae |
|  |                  |
|  | Butomaceae       |
|  |                  |

| Alismataceae s.l. | \| \| Alismataceae s.s. \| \| \| \| \| \| Limnocharitaceae \| \| \| \| |
|                   | \| \| Alismataceae s.s. \| \| \| \| \| \| Limnocharitaceae \| \| \| \| |
|                   | Alismataceae s.s.                                                      |
|                   |                                                                        |
|                   | Limnocharitaceae                                                       |
|                   |                                                                        |

|  | Alismataceae s.s. |
|  |                   |
|  | Limnocharitaceae  |
|  |                   |

|  | Posidoniaceae                                                |
|  |                                                              |
|  | \| \| Ruppiaceae \| \| \| \| \| \| Cymodoceaceae \| \| \| \| |
|  |                                                              |
|  | Ruppiaceae                                                   |
|  |                                                              |
|  | Cymodoceaceae                                                |
|  |                                                              |

|  | Ruppiaceae    |
|  |               |
|  | Cymodoceaceae |
|  |               |

|  | Zosteraceae      |
|  |                  |
|  | Potamogetonaceae |
|  |                  |

|  | Posidoniaceae                                                |
|  |                                                              |
|  | \| \| Ruppiaceae \| \| \| \| \| \| Cymodoceaceae \| \| \| \| |
|  |                                                              |
|  | Ruppiaceae                                                   |
|  |                                                              |
|  | Cymodoceaceae                                                |
|  |                                                              |

|  | Ruppiaceae    |
|  |               |
|  | Cymodoceaceae |
|  |               |

|  | Zosteraceae      |
|  |                  |
|  | Potamogetonaceae |
|  |                  |

|  | Posidoniaceae                                                |
|  |                                                              |
|  | \| \| Ruppiaceae \| \| \| \| \| \| Cymodoceaceae \| \| \| \| |
|  |                                                              |
|  | Ruppiaceae                                                   |
|  |                                                              |
|  | Cymodoceaceae                                                |
|  |                                                              |

|  | Ruppiaceae    |
|  |               |
|  | Cymodoceaceae |
|  |               |

|  | Zosteraceae      |
|  |                  |
|  | Potamogetonaceae |
|  |                  |

|  | Posidoniaceae                                                |
|  |                                                              |
|  | \| \| Ruppiaceae \| \| \| \| \| \| Cymodoceaceae \| \| \| \| |
|  |                                                              |
|  | Ruppiaceae                                                   |
|  |                                                              |
|  | Cymodoceaceae                                                |
|  |                                                              |

|  | Ruppiaceae    |
|  |               |
|  | Cymodoceaceae |
|  |               |

|  | Zosteraceae      |
|  |                  |
|  | Potamogetonaceae |
|  |                  |

|  | Posidoniaceae                                                |
|  |                                                              |
|  | \| \| Ruppiaceae \| \| \| \| \| \| Cymodoceaceae \| \| \| \| |
|  |                                                              |
|  | Ruppiaceae                                                   |
|  |                                                              |
|  | Cymodoceaceae                                                |
|  |                                                              |

|  | Ruppiaceae    |
|  |               |
|  | Cymodoceaceae |
|  |               |

|  | Zosteraceae      |
|  |                  |
|  | Potamogetonaceae |
|  |                  |

|  | Posidoniaceae                                                |
|  |                                                              |
|  | \| \| Ruppiaceae \| \| \| \| \| \| Cymodoceaceae \| \| \| \| |
|  |                                                              |
|  | Ruppiaceae                                                   |
|  |                                                              |
|  | Cymodoceaceae                                                |
|  |                                                              |

|  | Ruppiaceae    |
|  |               |
|  | Cymodoceaceae |
|  |               |

|  | Zosteraceae      |
|  |                  |
|  | Potamogetonaceae |
|  |                  |

|  | Posidoniaceae                                                |
|  |                                                              |
|  | \| \| Ruppiaceae \| \| \| \| \| \| Cymodoceaceae \| \| \| \| |
|  |                                                              |
|  | Ruppiaceae                                                   |
|  |                                                              |
|  | Cymodoceaceae                                                |
|  |                                                              |

|  | Ruppiaceae    |
|  |               |
|  | Cymodoceaceae |
|  |               |

|  | Zosteraceae      |
|  |                  |
|  | Potamogetonaceae |
|  |                  |

|  | Posidoniaceae                                                |
|  |                                                              |
|  | \| \| Ruppiaceae \| \| \| \| \| \| Cymodoceaceae \| \| \| \| |
|  |                                                              |
|  | Ruppiaceae                                                   |
|  |                                                              |
|  | Cymodoceaceae                                                |
|  |                                                              |

|  | Ruppiaceae    |
|  |               |
|  | Cymodoceaceae |
|  |               |

|  | Zosteraceae      |
|  |                  |
|  | Potamogetonaceae |
|  |                  |

|  | Posidoniaceae                                                |
|  |                                                              |
|  | \| \| Ruppiaceae \| \| \| \| \| \| Cymodoceaceae \| \| \| \| |
|  |                                                              |
|  | Ruppiaceae                                                   |
|  |                                                              |
|  | Cymodoceaceae                                                |
|  |                                                              |

|  | Ruppiaceae    |
|  |               |
|  | Cymodoceaceae |
|  |               |

|  | Zosteraceae      |
|  |                  |
|  | Potamogetonaceae |
|  |                  |

|  | Posidoniaceae                                                |
|  |                                                              |
|  | \| \| Ruppiaceae \| \| \| \| \| \| Cymodoceaceae \| \| \| \| |
|  |                                                              |
|  | Ruppiaceae                                                   |
|  |                                                              |
|  | Cymodoceaceae                                                |
|  |                                                              |

|  | Ruppiaceae    |
|  |               |
|  | Cymodoceaceae |
|  |               |

|  | Zosteraceae      |
|  |                  |
|  | Potamogetonaceae |
|  |                  |

|  | Posidoniaceae                                                |
|  |                                                              |
|  | \| \| Ruppiaceae \| \| \| \| \| \| Cymodoceaceae \| \| \| \| |
|  |                                                              |
|  | Ruppiaceae                                                   |
|  |                                                              |
|  | Cymodoceaceae                                                |
|  |                                                              |

|  | Ruppiaceae    |
|  |               |
|  | Cymodoceaceae |
|  |               |

|  | Zosteraceae      |
|  |                  |
|  | Potamogetonaceae |
|  |                  |

|  | Posidoniaceae                                                |
|  |                                                              |
|  | \| \| Ruppiaceae \| \| \| \| \| \| Cymodoceaceae \| \| \| \| |
|  |                                                              |
|  | Ruppiaceae                                                   |
|  |                                                              |
|  | Cymodoceaceae                                                |
|  |                                                              |

|  | Ruppiaceae    |
|  |               |
|  | Cymodoceaceae |
|  |               |

|  | Zosteraceae      |
|  |                  |
|  | Potamogetonaceae |
|  |                  |

|  | Posidoniaceae                                                |
|  |                                                              |
|  | \| \| Ruppiaceae \| \| \| \| \| \| Cymodoceaceae \| \| \| \| |
|  |                                                              |
|  | Ruppiaceae                                                   |
|  |                                                              |
|  | Cymodoceaceae                                                |
|  |                                                              |

|  | Ruppiaceae    |
|  |               |
|  | Cymodoceaceae |
|  |               |

|  | Zosteraceae      |
|  |                  |
|  | Potamogetonaceae |
|  |                  |

|  | Posidoniaceae                                                |
|  |                                                              |
|  | \| \| Ruppiaceae \| \| \| \| \| \| Cymodoceaceae \| \| \| \| |
|  |                                                              |
|  | Ruppiaceae                                                   |
|  |                                                              |
|  | Cymodoceaceae                                                |
|  |                                                              |

|  | Ruppiaceae    |
|  |               |
|  | Cymodoceaceae |
|  |               |

|  | Zosteraceae      |
|  |                  |
|  | Potamogetonaceae |
|  |                  |

|  | Posidoniaceae                                                |
|  |                                                              |
|  | \| \| Ruppiaceae \| \| \| \| \| \| Cymodoceaceae \| \| \| \| |
|  |                                                              |
|  | Ruppiaceae                                                   |
|  |                                                              |
|  | Cymodoceaceae                                                |
|  |                                                              |

|  | Ruppiaceae    |
|  |               |
|  | Cymodoceaceae |
|  |               |

|  | Zosteraceae      |
|  |                  |
|  | Potamogetonaceae |
|  |                  |

|  | Posidoniaceae                                                |
|  |                                                              |
|  | \| \| Ruppiaceae \| \| \| \| \| \| Cymodoceaceae \| \| \| \| |
|  |                                                              |
|  | Ruppiaceae                                                   |
|  |                                                              |
|  | Cymodoceaceae                                                |
|  |                                                              |

|  | Ruppiaceae    |
|  |               |
|  | Cymodoceaceae |
|  |               |

|  | Zosteraceae      |
|  |                  |
|  | Potamogetonaceae |
|  |                  |

|  | Hydrocharitaceae |
|  |                  |
|  | Butomaceae       |
|  |                  |

| Alismataceae s.l. | \| \| Alismataceae s.s. \| \| \| \| \| \| Limnocharitaceae \| \| \| \| |
|                   | \| \| Alismataceae s.s. \| \| \| \| \| \| Limnocharitaceae \| \| \| \| |
|                   | Alismataceae s.s.                                                      |
|                   |                                                                        |
|                   | Limnocharitaceae                                                       |
|                   |                                                                        |

|  | Alismataceae s.s. |
|  |                   |
|  | Limnocharitaceae  |
|  |                   |

|  | Hydrocharitaceae |
|  |                  |
|  | Butomaceae       |
|  |                  |

| Alismataceae s.l. | \| \| Alismataceae s.s. \| \| \| \| \| \| Limnocharitaceae \| \| \| \| |
|                   | \| \| Alismataceae s.s. \| \| \| \| \| \| Limnocharitaceae \| \| \| \| |
|                   | Alismataceae s.s.                                                      |
|                   |                                                                        |
|                   | Limnocharitaceae                                                       |
|                   |                                                                        |

|  | Alismataceae s.s. |
|  |                   |
|  | Limnocharitaceae  |
|  |                   |

|  | Posidoniaceae                                                |
|  |                                                              |
|  | \| \| Ruppiaceae \| \| \| \| \| \| Cymodoceaceae \| \| \| \| |
|  |                                                              |
|  | Ruppiaceae                                                   |
|  |                                                              |
|  | Cymodoceaceae                                                |
|  |                                                              |

|  | Ruppiaceae    |
|  |               |
|  | Cymodoceaceae |
|  |               |

|  | Zosteraceae      |
|  |                  |
|  | Potamogetonaceae |
|  |                  |

|  | Posidoniaceae                                                |
|  |                                                              |
|  | \| \| Ruppiaceae \| \| \| \| \| \| Cymodoceaceae \| \| \| \| |
|  |                                                              |
|  | Ruppiaceae                                                   |
|  |                                                              |
|  | Cymodoceaceae                                                |
|  |                                                              |

|  | Ruppiaceae    |
|  |               |
|  | Cymodoceaceae |
|  |               |

|  | Zosteraceae      |
|  |                  |
|  | Potamogetonaceae |
|  |                  |

|  | Posidoniaceae                                                |
|  |                                                              |
|  | \| \| Ruppiaceae \| \| \| \| \| \| Cymodoceaceae \| \| \| \| |
|  |                                                              |
|  | Ruppiaceae                                                   |
|  |                                                              |
|  | Cymodoceaceae                                                |
|  |                                                              |

|  | Ruppiaceae    |
|  |               |
|  | Cymodoceaceae |
|  |               |

|  | Zosteraceae      |
|  |                  |
|  | Potamogetonaceae |
|  |                  |

|  | Posidoniaceae                                                |
|  |                                                              |
|  | \| \| Ruppiaceae \| \| \| \| \| \| Cymodoceaceae \| \| \| \| |
|  |                                                              |
|  | Ruppiaceae                                                   |
|  |                                                              |
|  | Cymodoceaceae                                                |
|  |                                                              |

|  | Ruppiaceae    |
|  |               |
|  | Cymodoceaceae |
|  |               |

|  | Zosteraceae      |
|  |                  |
|  | Potamogetonaceae |
|  |                  |

|  | Posidoniaceae                                                |
|  |                                                              |
|  | \| \| Ruppiaceae \| \| \| \| \| \| Cymodoceaceae \| \| \| \| |
|  |                                                              |
|  | Ruppiaceae                                                   |
|  |                                                              |
|  | Cymodoceaceae                                                |
|  |                                                              |

|  | Ruppiaceae    |
|  |               |
|  | Cymodoceaceae |
|  |               |

|  | Zosteraceae      |
|  |                  |
|  | Potamogetonaceae |
|  |                  |

|  | Posidoniaceae                                                |
|  |                                                              |
|  | \| \| Ruppiaceae \| \| \| \| \| \| Cymodoceaceae \| \| \| \| |
|  |                                                              |
|  | Ruppiaceae                                                   |
|  |                                                              |
|  | Cymodoceaceae                                                |
|  |                                                              |

|  | Ruppiaceae    |
|  |               |
|  | Cymodoceaceae |
|  |               |

|  | Zosteraceae      |
|  |                  |
|  | Potamogetonaceae |
|  |                  |

|  | Posidoniaceae                                                |
|  |                                                              |
|  | \| \| Ruppiaceae \| \| \| \| \| \| Cymodoceaceae \| \| \| \| |
|  |                                                              |
|  | Ruppiaceae                                                   |
|  |                                                              |
|  | Cymodoceaceae                                                |
|  |                                                              |

|  | Ruppiaceae    |
|  |               |
|  | Cymodoceaceae |
|  |               |

|  | Zosteraceae      |
|  |                  |
|  | Potamogetonaceae |
|  |                  |

|  | Posidoniaceae                                                |
|  |                                                              |
|  | \| \| Ruppiaceae \| \| \| \| \| \| Cymodoceaceae \| \| \| \| |
|  |                                                              |
|  | Ruppiaceae                                                   |
|  |                                                              |
|  | Cymodoceaceae                                                |
|  |                                                              |

|  | Ruppiaceae    |
|  |               |
|  | Cymodoceaceae |
|  |               |

|  | Zosteraceae      |
|  |                  |
|  | Potamogetonaceae |
|  |                  |

|  | Posidoniaceae                                                |
|  |                                                              |
|  | \| \| Ruppiaceae \| \| \| \| \| \| Cymodoceaceae \| \| \| \| |
|  |                                                              |
|  | Ruppiaceae                                                   |
|  |                                                              |
|  | Cymodoceaceae                                                |
|  |                                                              |

|  | Ruppiaceae    |
|  |               |
|  | Cymodoceaceae |
|  |               |

|  | Zosteraceae      |
|  |                  |
|  | Potamogetonaceae |
|  |                  |

|  | Posidoniaceae                                                |
|  |                                                              |
|  | \| \| Ruppiaceae \| \| \| \| \| \| Cymodoceaceae \| \| \| \| |
|  |                                                              |
|  | Ruppiaceae                                                   |
|  |                                                              |
|  | Cymodoceaceae                                                |
|  |                                                              |

|  | Ruppiaceae    |
|  |               |
|  | Cymodoceaceae |
|  |               |

|  | Zosteraceae      |
|  |                  |
|  | Potamogetonaceae |
|  |                  |

|  | Posidoniaceae                                                |
|  |                                                              |
|  | \| \| Ruppiaceae \| \| \| \| \| \| Cymodoceaceae \| \| \| \| |
|  |                                                              |
|  | Ruppiaceae                                                   |
|  |                                                              |
|  | Cymodoceaceae                                                |
|  |                                                              |

|  | Ruppiaceae    |
|  |               |
|  | Cymodoceaceae |
|  |               |

|  | Zosteraceae      |
|  |                  |
|  | Potamogetonaceae |
|  |                  |

|  | Posidoniaceae                                                |
|  |                                                              |
|  | \| \| Ruppiaceae \| \| \| \| \| \| Cymodoceaceae \| \| \| \| |
|  |                                                              |
|  | Ruppiaceae                                                   |
|  |                                                              |
|  | Cymodoceaceae                                                |
|  |                                                              |

|  | Ruppiaceae    |
|  |               |
|  | Cymodoceaceae |
|  |               |

|  | Zosteraceae      |
|  |                  |
|  | Potamogetonaceae |
|  |                  |

|  | Posidoniaceae                                                |
|  |                                                              |
|  | \| \| Ruppiaceae \| \| \| \| \| \| Cymodoceaceae \| \| \| \| |
|  |                                                              |
|  | Ruppiaceae                                                   |
|  |                                                              |
|  | Cymodoceaceae                                                |
|  |                                                              |

|  | Ruppiaceae    |
|  |               |
|  | Cymodoceaceae |
|  |               |

|  | Zosteraceae      |
|  |                  |
|  | Potamogetonaceae |
|  |                  |

|  | Posidoniaceae                                                |
|  |                                                              |
|  | \| \| Ruppiaceae \| \| \| \| \| \| Cymodoceaceae \| \| \| \| |
|  |                                                              |
|  | Ruppiaceae                                                   |
|  |                                                              |
|  | Cymodoceaceae                                                |
|  |                                                              |

|  | Ruppiaceae    |
|  |               |
|  | Cymodoceaceae |
|  |               |

|  | Zosteraceae      |
|  |                  |
|  | Potamogetonaceae |
|  |                  |

|  | Posidoniaceae                                                |
|  |                                                              |
|  | \| \| Ruppiaceae \| \| \| \| \| \| Cymodoceaceae \| \| \| \| |
|  |                                                              |
|  | Ruppiaceae                                                   |
|  |                                                              |
|  | Cymodoceaceae                                                |
|  |                                                              |

|  | Ruppiaceae    |
|  |               |
|  | Cymodoceaceae |
|  |               |

|  | Zosteraceae      |
|  |                  |
|  | Potamogetonaceae |
|  |                  |

|  | Posidoniaceae                                                |
|  |                                                              |
|  | \| \| Ruppiaceae \| \| \| \| \| \| Cymodoceaceae \| \| \| \| |
|  |                                                              |
|  | Ruppiaceae                                                   |
|  |                                                              |
|  | Cymodoceaceae                                                |
|  |                                                              |

|  | Ruppiaceae    |
|  |               |
|  | Cymodoceaceae |
|  |               |

|  | Zosteraceae      |
|  |                  |
|  | Potamogetonaceae |
|  |                  |

|  | Hydrocharitaceae |
|  |                  |
|  | Butomaceae       |
|  |                  |

| Alismataceae s.l. | \| \| Alismataceae s.s. \| \| \| \| \| \| Limnocharitaceae \| \| \| \| |
|                   | \| \| Alismataceae s.s. \| \| \| \| \| \| Limnocharitaceae \| \| \| \| |
|                   | Alismataceae s.s.                                                      |
|                   |                                                                        |
|                   | Limnocharitaceae                                                       |
|                   |                                                                        |

|  | Alismataceae s.s. |
|  |                   |
|  | Limnocharitaceae  |
|  |                   |

|  | Hydrocharitaceae |
|  |                  |
|  | Butomaceae       |
|  |                  |

| Alismataceae s.l. | \| \| Alismataceae s.s. \| \| \| \| \| \| Limnocharitaceae \| \| \| \| |
|                   | \| \| Alismataceae s.s. \| \| \| \| \| \| Limnocharitaceae \| \| \| \| |
|                   | Alismataceae s.s.                                                      |
|                   |                                                                        |
|                   | Limnocharitaceae                                                       |
|                   |                                                                        |

|  | Alismataceae s.s. |
|  |                   |
|  | Limnocharitaceae  |
|  |                   |

|  | Posidoniaceae                                                |
|  |                                                              |
|  | \| \| Ruppiaceae \| \| \| \| \| \| Cymodoceaceae \| \| \| \| |
|  |                                                              |
|  | Ruppiaceae                                                   |
|  |                                                              |
|  | Cymodoceaceae                                                |
|  |                                                              |

|  | Ruppiaceae    |
|  |               |
|  | Cymodoceaceae |
|  |               |

|  | Zosteraceae      |
|  |                  |
|  | Potamogetonaceae |
|  |                  |

|  | Posidoniaceae                                                |
|  |                                                              |
|  | \| \| Ruppiaceae \| \| \| \| \| \| Cymodoceaceae \| \| \| \| |
|  |                                                              |
|  | Ruppiaceae                                                   |
|  |                                                              |
|  | Cymodoceaceae                                                |
|  |                                                              |

|  | Ruppiaceae    |
|  |               |
|  | Cymodoceaceae |
|  |               |

|  | Zosteraceae      |
|  |                  |
|  | Potamogetonaceae |
|  |                  |

|  | Posidoniaceae                                                |
|  |                                                              |
|  | \| \| Ruppiaceae \| \| \| \| \| \| Cymodoceaceae \| \| \| \| |
|  |                                                              |
|  | Ruppiaceae                                                   |
|  |                                                              |
|  | Cymodoceaceae                                                |
|  |                                                              |

|  | Ruppiaceae    |
|  |               |
|  | Cymodoceaceae |
|  |               |

|  | Zosteraceae      |
|  |                  |
|  | Potamogetonaceae |
|  |                  |

|  | Posidoniaceae                                                |
|  |                                                              |
|  | \| \| Ruppiaceae \| \| \| \| \| \| Cymodoceaceae \| \| \| \| |
|  |                                                              |
|  | Ruppiaceae                                                   |
|  |                                                              |
|  | Cymodoceaceae                                                |
|  |                                                              |

|  | Ruppiaceae    |
|  |               |
|  | Cymodoceaceae |
|  |               |

|  | Zosteraceae      |
|  |                  |
|  | Potamogetonaceae |
|  |                  |

|  | Posidoniaceae                                                |
|  |                                                              |
|  | \| \| Ruppiaceae \| \| \| \| \| \| Cymodoceaceae \| \| \| \| |
|  |                                                              |
|  | Ruppiaceae                                                   |
|  |                                                              |
|  | Cymodoceaceae                                                |
|  |                                                              |

|  | Ruppiaceae    |
|  |               |
|  | Cymodoceaceae |
|  |               |

|  | Zosteraceae      |
|  |                  |
|  | Potamogetonaceae |
|  |                  |

|  | Posidoniaceae                                                |
|  |                                                              |
|  | \| \| Ruppiaceae \| \| \| \| \| \| Cymodoceaceae \| \| \| \| |
|  |                                                              |
|  | Ruppiaceae                                                   |
|  |                                                              |
|  | Cymodoceaceae                                                |
|  |                                                              |

|  | Ruppiaceae    |
|  |               |
|  | Cymodoceaceae |
|  |               |

|  | Zosteraceae      |
|  |                  |
|  | Potamogetonaceae |
|  |                  |

|  | Posidoniaceae                                                |
|  |                                                              |
|  | \| \| Ruppiaceae \| \| \| \| \| \| Cymodoceaceae \| \| \| \| |
|  |                                                              |
|  | Ruppiaceae                                                   |
|  |                                                              |
|  | Cymodoceaceae                                                |
|  |                                                              |

|  | Ruppiaceae    |
|  |               |
|  | Cymodoceaceae |
|  |               |

|  | Zosteraceae      |
|  |                  |
|  | Potamogetonaceae |
|  |                  |

|  | Posidoniaceae                                                |
|  |                                                              |
|  | \| \| Ruppiaceae \| \| \| \| \| \| Cymodoceaceae \| \| \| \| |
|  |                                                              |
|  | Ruppiaceae                                                   |
|  |                                                              |
|  | Cymodoceaceae                                                |
|  |                                                              |

|  | Ruppiaceae    |
|  |               |
|  | Cymodoceaceae |
|  |               |

|  | Zosteraceae      |
|  |                  |
|  | Potamogetonaceae |
|  |                  |

|  | Posidoniaceae                                                |
|  |                                                              |
|  | \| \| Ruppiaceae \| \| \| \| \| \| Cymodoceaceae \| \| \| \| |
|  |                                                              |
|  | Ruppiaceae                                                   |
|  |                                                              |
|  | Cymodoceaceae                                                |
|  |                                                              |

|  | Ruppiaceae    |
|  |               |
|  | Cymodoceaceae |
|  |               |

|  | Zosteraceae      |
|  |                  |
|  | Potamogetonaceae |
|  |                  |

|  | Posidoniaceae                                                |
|  |                                                              |
|  | \| \| Ruppiaceae \| \| \| \| \| \| Cymodoceaceae \| \| \| \| |
|  |                                                              |
|  | Ruppiaceae                                                   |
|  |                                                              |
|  | Cymodoceaceae                                                |
|  |                                                              |

|  | Ruppiaceae    |
|  |               |
|  | Cymodoceaceae |
|  |               |

|  | Zosteraceae      |
|  |                  |
|  | Potamogetonaceae |
|  |                  |

|  | Posidoniaceae                                                |
|  |                                                              |
|  | \| \| Ruppiaceae \| \| \| \| \| \| Cymodoceaceae \| \| \| \| |
|  |                                                              |
|  | Ruppiaceae                                                   |
|  |                                                              |
|  | Cymodoceaceae                                                |
|  |                                                              |

|  | Ruppiaceae    |
|  |               |
|  | Cymodoceaceae |
|  |               |

|  | Zosteraceae      |
|  |                  |
|  | Potamogetonaceae |
|  |                  |

|  | Posidoniaceae                                                |
|  |                                                              |
|  | \| \| Ruppiaceae \| \| \| \| \| \| Cymodoceaceae \| \| \| \| |
|  |                                                              |
|  | Ruppiaceae                                                   |
|  |                                                              |
|  | Cymodoceaceae                                                |
|  |                                                              |

|  | Ruppiaceae    |
|  |               |
|  | Cymodoceaceae |
|  |               |

|  | Zosteraceae      |
|  |                  |
|  | Potamogetonaceae |
|  |                  |

|  | Posidoniaceae                                                |
|  |                                                              |
|  | \| \| Ruppiaceae \| \| \| \| \| \| Cymodoceaceae \| \| \| \| |
|  |                                                              |
|  | Ruppiaceae                                                   |
|  |                                                              |
|  | Cymodoceaceae                                                |
|  |                                                              |

|  | Ruppiaceae    |
|  |               |
|  | Cymodoceaceae |
|  |               |

|  | Zosteraceae      |
|  |                  |
|  | Potamogetonaceae |
|  |                  |

|  | Posidoniaceae                                                |
|  |                                                              |
|  | \| \| Ruppiaceae \| \| \| \| \| \| Cymodoceaceae \| \| \| \| |
|  |                                                              |
|  | Ruppiaceae                                                   |
|  |                                                              |
|  | Cymodoceaceae                                                |
|  |                                                              |

|  | Ruppiaceae    |
|  |               |
|  | Cymodoceaceae |
|  |               |

|  | Zosteraceae      |
|  |                  |
|  | Potamogetonaceae |
|  |                  |

|  | Posidoniaceae                                                |
|  |                                                              |
|  | \| \| Ruppiaceae \| \| \| \| \| \| Cymodoceaceae \| \| \| \| |
|  |                                                              |
|  | Ruppiaceae                                                   |
|  |                                                              |
|  | Cymodoceaceae                                                |
|  |                                                              |

|  | Ruppiaceae    |
|  |               |
|  | Cymodoceaceae |
|  |               |

|  | Zosteraceae      |
|  |                  |
|  | Potamogetonaceae |
|  |                  |

|  | Posidoniaceae                                                |
|  |                                                              |
|  | \| \| Ruppiaceae \| \| \| \| \| \| Cymodoceaceae \| \| \| \| |
|  |                                                              |
|  | Ruppiaceae                                                   |
|  |                                                              |
|  | Cymodoceaceae                                                |
|  |                                                              |

|  | Ruppiaceae    |
|  |               |
|  | Cymodoceaceae |
|  |               |

|  | Zosteraceae      |
|  |                  |
|  | Potamogetonaceae |
|  |                  |

|  | Hydrocharitaceae |
|  |                  |
|  | Butomaceae       |
|  |                  |

| Alismataceae s.l. | \| \| Alismataceae s.s. \| \| \| \| \| \| Limnocharitaceae \| \| \| \| |
|                   | \| \| Alismataceae s.s. \| \| \| \| \| \| Limnocharitaceae \| \| \| \| |
|                   | Alismataceae s.s.                                                      |
|                   |                                                                        |
|                   | Limnocharitaceae                                                       |
|                   |                                                                        |

|  | Alismataceae s.s. |
|  |                   |
|  | Limnocharitaceae  |
|  |                   |

|  | Hydrocharitaceae |
|  |                  |
|  | Butomaceae       |
|  |                  |

| Alismataceae s.l. | \| \| Alismataceae s.s. \| \| \| \| \| \| Limnocharitaceae \| \| \| \| |
|                   | \| \| Alismataceae s.s. \| \| \| \| \| \| Limnocharitaceae \| \| \| \| |
|                   | Alismataceae s.s.                                                      |
|                   |                                                                        |
|                   | Limnocharitaceae                                                       |
|                   |                                                                        |

|  | Alismataceae s.s. |
|  |                   |
|  | Limnocharitaceae  |
|  |                   |

|  | Posidoniaceae                                                |
|  |                                                              |
|  | \| \| Ruppiaceae \| \| \| \| \| \| Cymodoceaceae \| \| \| \| |
|  |                                                              |
|  | Ruppiaceae                                                   |
|  |                                                              |
|  | Cymodoceaceae                                                |
|  |                                                              |

|  | Ruppiaceae    |
|  |               |
|  | Cymodoceaceae |
|  |               |

|  | Zosteraceae      |
|  |                  |
|  | Potamogetonaceae |
|  |                  |

|  | Posidoniaceae                                                |
|  |                                                              |
|  | \| \| Ruppiaceae \| \| \| \| \| \| Cymodoceaceae \| \| \| \| |
|  |                                                              |
|  | Ruppiaceae                                                   |
|  |                                                              |
|  | Cymodoceaceae                                                |
|  |                                                              |

|  | Ruppiaceae    |
|  |               |
|  | Cymodoceaceae |
|  |               |

|  | Zosteraceae      |
|  |                  |
|  | Potamogetonaceae |
|  |                  |

|  | Posidoniaceae                                                |
|  |                                                              |
|  | \| \| Ruppiaceae \| \| \| \| \| \| Cymodoceaceae \| \| \| \| |
|  |                                                              |
|  | Ruppiaceae                                                   |
|  |                                                              |
|  | Cymodoceaceae                                                |
|  |                                                              |

|  | Ruppiaceae    |
|  |               |
|  | Cymodoceaceae |
|  |               |

|  | Zosteraceae      |
|  |                  |
|  | Potamogetonaceae |
|  |                  |

|  | Posidoniaceae                                                |
|  |                                                              |
|  | \| \| Ruppiaceae \| \| \| \| \| \| Cymodoceaceae \| \| \| \| |
|  |                                                              |
|  | Ruppiaceae                                                   |
|  |                                                              |
|  | Cymodoceaceae                                                |
|  |                                                              |

|  | Ruppiaceae    |
|  |               |
|  | Cymodoceaceae |
|  |               |

|  | Zosteraceae      |
|  |                  |
|  | Potamogetonaceae |
|  |                  |

|  | Posidoniaceae                                                |
|  |                                                              |
|  | \| \| Ruppiaceae \| \| \| \| \| \| Cymodoceaceae \| \| \| \| |
|  |                                                              |
|  | Ruppiaceae                                                   |
|  |                                                              |
|  | Cymodoceaceae                                                |
|  |                                                              |

|  | Ruppiaceae    |
|  |               |
|  | Cymodoceaceae |
|  |               |

|  | Zosteraceae      |
|  |                  |
|  | Potamogetonaceae |
|  |                  |

|  | Posidoniaceae                                                |
|  |                                                              |
|  | \| \| Ruppiaceae \| \| \| \| \| \| Cymodoceaceae \| \| \| \| |
|  |                                                              |
|  | Ruppiaceae                                                   |
|  |                                                              |
|  | Cymodoceaceae                                                |
|  |                                                              |

|  | Ruppiaceae    |
|  |               |
|  | Cymodoceaceae |
|  |               |

|  | Zosteraceae      |
|  |                  |
|  | Potamogetonaceae |
|  |                  |

|  | Posidoniaceae                                                |
|  |                                                              |
|  | \| \| Ruppiaceae \| \| \| \| \| \| Cymodoceaceae \| \| \| \| |
|  |                                                              |
|  | Ruppiaceae                                                   |
|  |                                                              |
|  | Cymodoceaceae                                                |
|  |                                                              |

|  | Ruppiaceae    |
|  |               |
|  | Cymodoceaceae |
|  |               |

|  | Zosteraceae      |
|  |                  |
|  | Potamogetonaceae |
|  |                  |

|  | Posidoniaceae                                                |
|  |                                                              |
|  | \| \| Ruppiaceae \| \| \| \| \| \| Cymodoceaceae \| \| \| \| |
|  |                                                              |
|  | Ruppiaceae                                                   |
|  |                                                              |
|  | Cymodoceaceae                                                |
|  |                                                              |

|  | Ruppiaceae    |
|  |               |
|  | Cymodoceaceae |
|  |               |

|  | Zosteraceae      |
|  |                  |
|  | Potamogetonaceae |
|  |                  |

|  | Posidoniaceae                                                |
|  |                                                              |
|  | \| \| Ruppiaceae \| \| \| \| \| \| Cymodoceaceae \| \| \| \| |
|  |                                                              |
|  | Ruppiaceae                                                   |
|  |                                                              |
|  | Cymodoceaceae                                                |
|  |                                                              |

|  | Ruppiaceae    |
|  |               |
|  | Cymodoceaceae |
|  |               |

|  | Zosteraceae      |
|  |                  |
|  | Potamogetonaceae |
|  |                  |

|  | Posidoniaceae                                                |
|  |                                                              |
|  | \| \| Ruppiaceae \| \| \| \| \| \| Cymodoceaceae \| \| \| \| |
|  |                                                              |
|  | Ruppiaceae                                                   |
|  |                                                              |
|  | Cymodoceaceae                                                |
|  |                                                              |

|  | Ruppiaceae    |
|  |               |
|  | Cymodoceaceae |
|  |               |

|  | Zosteraceae      |
|  |                  |
|  | Potamogetonaceae |
|  |                  |

|  | Posidoniaceae                                                |
|  |                                                              |
|  | \| \| Ruppiaceae \| \| \| \| \| \| Cymodoceaceae \| \| \| \| |
|  |                                                              |
|  | Ruppiaceae                                                   |
|  |                                                              |
|  | Cymodoceaceae                                                |
|  |                                                              |

|  | Ruppiaceae    |
|  |               |
|  | Cymodoceaceae |
|  |               |

|  | Zosteraceae      |
|  |                  |
|  | Potamogetonaceae |
|  |                  |

|  | Posidoniaceae                                                |
|  |                                                              |
|  | \| \| Ruppiaceae \| \| \| \| \| \| Cymodoceaceae \| \| \| \| |
|  |                                                              |
|  | Ruppiaceae                                                   |
|  |                                                              |
|  | Cymodoceaceae                                                |
|  |                                                              |

|  | Ruppiaceae    |
|  |               |
|  | Cymodoceaceae |
|  |               |

|  | Zosteraceae      |
|  |                  |
|  | Potamogetonaceae |
|  |                  |

|  | Posidoniaceae                                                |
|  |                                                              |
|  | \| \| Ruppiaceae \| \| \| \| \| \| Cymodoceaceae \| \| \| \| |
|  |                                                              |
|  | Ruppiaceae                                                   |
|  |                                                              |
|  | Cymodoceaceae                                                |
|  |                                                              |

|  | Ruppiaceae    |
|  |               |
|  | Cymodoceaceae |
|  |               |

|  | Zosteraceae      |
|  |                  |
|  | Potamogetonaceae |
|  |                  |

|  | Posidoniaceae                                                |
|  |                                                              |
|  | \| \| Ruppiaceae \| \| \| \| \| \| Cymodoceaceae \| \| \| \| |
|  |                                                              |
|  | Ruppiaceae                                                   |
|  |                                                              |
|  | Cymodoceaceae                                                |
|  |                                                              |

|  | Ruppiaceae    |
|  |               |
|  | Cymodoceaceae |
|  |               |

|  | Zosteraceae      |
|  |                  |
|  | Potamogetonaceae |
|  |                  |

|  | Posidoniaceae                                                |
|  |                                                              |
|  | \| \| Ruppiaceae \| \| \| \| \| \| Cymodoceaceae \| \| \| \| |
|  |                                                              |
|  | Ruppiaceae                                                   |
|  |                                                              |
|  | Cymodoceaceae                                                |
|  |                                                              |

|  | Ruppiaceae    |
|  |               |
|  | Cymodoceaceae |
|  |               |

|  | Zosteraceae      |
|  |                  |
|  | Potamogetonaceae |
|  |                  |

|  | Posidoniaceae                                                |
|  |                                                              |
|  | \| \| Ruppiaceae \| \| \| \| \| \| Cymodoceaceae \| \| \| \| |
|  |                                                              |
|  | Ruppiaceae                                                   |
|  |                                                              |
|  | Cymodoceaceae                                                |
|  |                                                              |

|  | Ruppiaceae    |
|  |               |
|  | Cymodoceaceae |
|  |               |

|  | Zosteraceae      |
|  |                  |
|  | Potamogetonaceae |
|  |                  |

|  | Hydrocharitaceae |
|  |                  |
|  | Butomaceae       |
|  |                  |

| Alismataceae s.l. | \| \| Alismataceae s.s. \| \| \| \| \| \| Limnocharitaceae \| \| \| \| |
|                   | \| \| Alismataceae s.s. \| \| \| \| \| \| Limnocharitaceae \| \| \| \| |
|                   | Alismataceae s.s.                                                      |
|                   |                                                                        |
|                   | Limnocharitaceae                                                       |
|                   |                                                                        |

|  | Alismataceae s.s. |
|  |                   |
|  | Limnocharitaceae  |
|  |                   |

|  | Hydrocharitaceae |
|  |                  |
|  | Butomaceae       |
|  |                  |

| Alismataceae s.l. | \| \| Alismataceae s.s. \| \| \| \| \| \| Limnocharitaceae \| \| \| \| |
|                   | \| \| Alismataceae s.s. \| \| \| \| \| \| Limnocharitaceae \| \| \| \| |
|                   | Alismataceae s.s.                                                      |
|                   |                                                                        |
|                   | Limnocharitaceae                                                       |
|                   |                                                                        |

|  | Alismataceae s.s. |
|  |                   |
|  | Limnocharitaceae  |
|  |                   |

|  | Posidoniaceae                                                |
|  |                                                              |
|  | \| \| Ruppiaceae \| \| \| \| \| \| Cymodoceaceae \| \| \| \| |
|  |                                                              |
|  | Ruppiaceae                                                   |
|  |                                                              |
|  | Cymodoceaceae                                                |
|  |                                                              |

|  | Ruppiaceae    |
|  |               |
|  | Cymodoceaceae |
|  |               |

|  | Zosteraceae      |
|  |                  |
|  | Potamogetonaceae |
|  |                  |

|  | Posidoniaceae                                                |
|  |                                                              |
|  | \| \| Ruppiaceae \| \| \| \| \| \| Cymodoceaceae \| \| \| \| |
|  |                                                              |
|  | Ruppiaceae                                                   |
|  |                                                              |
|  | Cymodoceaceae                                                |
|  |                                                              |

|  | Ruppiaceae    |
|  |               |
|  | Cymodoceaceae |
|  |               |

|  | Zosteraceae      |
|  |                  |
|  | Potamogetonaceae |
|  |                  |

|  | Posidoniaceae                                                |
|  |                                                              |
|  | \| \| Ruppiaceae \| \| \| \| \| \| Cymodoceaceae \| \| \| \| |
|  |                                                              |
|  | Ruppiaceae                                                   |
|  |                                                              |
|  | Cymodoceaceae                                                |
|  |                                                              |

|  | Ruppiaceae    |
|  |               |
|  | Cymodoceaceae |
|  |               |

|  | Zosteraceae      |
|  |                  |
|  | Potamogetonaceae |
|  |                  |

|  | Posidoniaceae                                                |
|  |                                                              |
|  | \| \| Ruppiaceae \| \| \| \| \| \| Cymodoceaceae \| \| \| \| |
|  |                                                              |
|  | Ruppiaceae                                                   |
|  |                                                              |
|  | Cymodoceaceae                                                |
|  |                                                              |

|  | Ruppiaceae    |
|  |               |
|  | Cymodoceaceae |
|  |               |

|  | Zosteraceae      |
|  |                  |
|  | Potamogetonaceae |
|  |                  |

|  | Posidoniaceae                                                |
|  |                                                              |
|  | \| \| Ruppiaceae \| \| \| \| \| \| Cymodoceaceae \| \| \| \| |
|  |                                                              |
|  | Ruppiaceae                                                   |
|  |                                                              |
|  | Cymodoceaceae                                                |
|  |                                                              |

|  | Ruppiaceae    |
|  |               |
|  | Cymodoceaceae |
|  |               |

|  | Zosteraceae      |
|  |                  |
|  | Potamogetonaceae |
|  |                  |

|  | Posidoniaceae                                                |
|  |                                                              |
|  | \| \| Ruppiaceae \| \| \| \| \| \| Cymodoceaceae \| \| \| \| |
|  |                                                              |
|  | Ruppiaceae                                                   |
|  |                                                              |
|  | Cymodoceaceae                                                |
|  |                                                              |

|  | Ruppiaceae    |
|  |               |
|  | Cymodoceaceae |
|  |               |

|  | Zosteraceae      |
|  |                  |
|  | Potamogetonaceae |
|  |                  |

|  | Posidoniaceae                                                |
|  |                                                              |
|  | \| \| Ruppiaceae \| \| \| \| \| \| Cymodoceaceae \| \| \| \| |
|  |                                                              |
|  | Ruppiaceae                                                   |
|  |                                                              |
|  | Cymodoceaceae                                                |
|  |                                                              |

|  | Ruppiaceae    |
|  |               |
|  | Cymodoceaceae |
|  |               |

|  | Zosteraceae      |
|  |                  |
|  | Potamogetonaceae |
|  |                  |

|  | Posidoniaceae                                                |
|  |                                                              |
|  | \| \| Ruppiaceae \| \| \| \| \| \| Cymodoceaceae \| \| \| \| |
|  |                                                              |
|  | Ruppiaceae                                                   |
|  |                                                              |
|  | Cymodoceaceae                                                |
|  |                                                              |

|  | Ruppiaceae    |
|  |               |
|  | Cymodoceaceae |
|  |               |

|  | Zosteraceae      |
|  |                  |
|  | Potamogetonaceae |
|  |                  |

|  | Posidoniaceae                                                |
|  |                                                              |
|  | \| \| Ruppiaceae \| \| \| \| \| \| Cymodoceaceae \| \| \| \| |
|  |                                                              |
|  | Ruppiaceae                                                   |
|  |                                                              |
|  | Cymodoceaceae                                                |
|  |                                                              |

|  | Ruppiaceae    |
|  |               |
|  | Cymodoceaceae |
|  |               |

|  | Zosteraceae      |
|  |                  |
|  | Potamogetonaceae |
|  |                  |

|  | Posidoniaceae                                                |
|  |                                                              |
|  | \| \| Ruppiaceae \| \| \| \| \| \| Cymodoceaceae \| \| \| \| |
|  |                                                              |
|  | Ruppiaceae                                                   |
|  |                                                              |
|  | Cymodoceaceae                                                |
|  |                                                              |

|  | Ruppiaceae    |
|  |               |
|  | Cymodoceaceae |
|  |               |

|  | Zosteraceae      |
|  |                  |
|  | Potamogetonaceae |
|  |                  |

|  | Posidoniaceae                                                |
|  |                                                              |
|  | \| \| Ruppiaceae \| \| \| \| \| \| Cymodoceaceae \| \| \| \| |
|  |                                                              |
|  | Ruppiaceae                                                   |
|  |                                                              |
|  | Cymodoceaceae                                                |
|  |                                                              |

|  | Ruppiaceae    |
|  |               |
|  | Cymodoceaceae |
|  |               |

|  | Zosteraceae      |
|  |                  |
|  | Potamogetonaceae |
|  |                  |

|  | Posidoniaceae                                                |
|  |                                                              |
|  | \| \| Ruppiaceae \| \| \| \| \| \| Cymodoceaceae \| \| \| \| |
|  |                                                              |
|  | Ruppiaceae                                                   |
|  |                                                              |
|  | Cymodoceaceae                                                |
|  |                                                              |

|  | Ruppiaceae    |
|  |               |
|  | Cymodoceaceae |
|  |               |

|  | Zosteraceae      |
|  |                  |
|  | Potamogetonaceae |
|  |                  |

|  | Posidoniaceae                                                |
|  |                                                              |
|  | \| \| Ruppiaceae \| \| \| \| \| \| Cymodoceaceae \| \| \| \| |
|  |                                                              |
|  | Ruppiaceae                                                   |
|  |                                                              |
|  | Cymodoceaceae                                                |
|  |                                                              |

|  | Ruppiaceae    |
|  |               |
|  | Cymodoceaceae |
|  |               |

|  | Zosteraceae      |
|  |                  |
|  | Potamogetonaceae |
|  |                  |

|  | Posidoniaceae                                                |
|  |                                                              |
|  | \| \| Ruppiaceae \| \| \| \| \| \| Cymodoceaceae \| \| \| \| |
|  |                                                              |
|  | Ruppiaceae                                                   |
|  |                                                              |
|  | Cymodoceaceae                                                |
|  |                                                              |

|  | Ruppiaceae    |
|  |               |
|  | Cymodoceaceae |
|  |               |

|  | Zosteraceae      |
|  |                  |
|  | Potamogetonaceae |
|  |                  |

|  | Posidoniaceae                                                |
|  |                                                              |
|  | \| \| Ruppiaceae \| \| \| \| \| \| Cymodoceaceae \| \| \| \| |
|  |                                                              |
|  | Ruppiaceae                                                   |
|  |                                                              |
|  | Cymodoceaceae                                                |
|  |                                                              |

|  | Ruppiaceae    |
|  |               |
|  | Cymodoceaceae |
|  |               |

|  | Zosteraceae      |
|  |                  |
|  | Potamogetonaceae |
|  |                  |

|  | Posidoniaceae                                                |
|  |                                                              |
|  | \| \| Ruppiaceae \| \| \| \| \| \| Cymodoceaceae \| \| \| \| |
|  |                                                              |
|  | Ruppiaceae                                                   |
|  |                                                              |
|  | Cymodoceaceae                                                |
|  |                                                              |

|  | Ruppiaceae    |
|  |               |
|  | Cymodoceaceae |
|  |               |

|  | Zosteraceae      |
|  |                  |
|  | Potamogetonaceae |
|  |                  |

|  | Hydrocharitaceae |
|  |                  |
|  | Butomaceae       |
|  |                  |

| Alismataceae s.l. | \| \| Alismataceae s.s. \| \| \| \| \| \| Limnocharitaceae \| \| \| \| |
|                   | \| \| Alismataceae s.s. \| \| \| \| \| \| Limnocharitaceae \| \| \| \| |
|                   | Alismataceae s.s.                                                      |
|                   |                                                                        |
|                   | Limnocharitaceae                                                       |
|                   |                                                                        |

|  | Alismataceae s.s. |
|  |                   |
|  | Limnocharitaceae  |
|  |                   |

|  | Hydrocharitaceae |
|  |                  |
|  | Butomaceae       |
|  |                  |

| Alismataceae s.l. | \| \| Alismataceae s.s. \| \| \| \| \| \| Limnocharitaceae \| \| \| \| |
|                   | \| \| Alismataceae s.s. \| \| \| \| \| \| Limnocharitaceae \| \| \| \| |
|                   | Alismataceae s.s.                                                      |
|                   |                                                                        |
|                   | Limnocharitaceae                                                       |
|                   |                                                                        |

|  | Alismataceae s.s. |
|  |                   |
|  | Limnocharitaceae  |
|  |                   |

|  | Posidoniaceae                                                |
|  |                                                              |
|  | \| \| Ruppiaceae \| \| \| \| \| \| Cymodoceaceae \| \| \| \| |
|  |                                                              |
|  | Ruppiaceae                                                   |
|  |                                                              |
|  | Cymodoceaceae                                                |
|  |                                                              |

|  | Ruppiaceae    |
|  |               |
|  | Cymodoceaceae |
|  |               |

|  | Zosteraceae      |
|  |                  |
|  | Potamogetonaceae |
|  |                  |

|  | Posidoniaceae                                                |
|  |                                                              |
|  | \| \| Ruppiaceae \| \| \| \| \| \| Cymodoceaceae \| \| \| \| |
|  |                                                              |
|  | Ruppiaceae                                                   |
|  |                                                              |
|  | Cymodoceaceae                                                |
|  |                                                              |

|  | Ruppiaceae    |
|  |               |
|  | Cymodoceaceae |
|  |               |

|  | Zosteraceae      |
|  |                  |
|  | Potamogetonaceae |
|  |                  |

|  | Posidoniaceae                                                |
|  |                                                              |
|  | \| \| Ruppiaceae \| \| \| \| \| \| Cymodoceaceae \| \| \| \| |
|  |                                                              |
|  | Ruppiaceae                                                   |
|  |                                                              |
|  | Cymodoceaceae                                                |
|  |                                                              |

|  | Ruppiaceae    |
|  |               |
|  | Cymodoceaceae |
|  |               |

|  | Zosteraceae      |
|  |                  |
|  | Potamogetonaceae |
|  |                  |

|  | Posidoniaceae                                                |
|  |                                                              |
|  | \| \| Ruppiaceae \| \| \| \| \| \| Cymodoceaceae \| \| \| \| |
|  |                                                              |
|  | Ruppiaceae                                                   |
|  |                                                              |
|  | Cymodoceaceae                                                |
|  |                                                              |

|  | Ruppiaceae    |
|  |               |
|  | Cymodoceaceae |
|  |               |

|  | Zosteraceae      |
|  |                  |
|  | Potamogetonaceae |
|  |                  |

|  | Posidoniaceae                                                |
|  |                                                              |
|  | \| \| Ruppiaceae \| \| \| \| \| \| Cymodoceaceae \| \| \| \| |
|  |                                                              |
|  | Ruppiaceae                                                   |
|  |                                                              |
|  | Cymodoceaceae                                                |
|  |                                                              |

|  | Ruppiaceae    |
|  |               |
|  | Cymodoceaceae |
|  |               |

|  | Zosteraceae      |
|  |                  |
|  | Potamogetonaceae |
|  |                  |

|  | Posidoniaceae                                                |
|  |                                                              |
|  | \| \| Ruppiaceae \| \| \| \| \| \| Cymodoceaceae \| \| \| \| |
|  |                                                              |
|  | Ruppiaceae                                                   |
|  |                                                              |
|  | Cymodoceaceae                                                |
|  |                                                              |

|  | Ruppiaceae    |
|  |               |
|  | Cymodoceaceae |
|  |               |

|  | Zosteraceae      |
|  |                  |
|  | Potamogetonaceae |
|  |                  |

|  | Posidoniaceae                                                |
|  |                                                              |
|  | \| \| Ruppiaceae \| \| \| \| \| \| Cymodoceaceae \| \| \| \| |
|  |                                                              |
|  | Ruppiaceae                                                   |
|  |                                                              |
|  | Cymodoceaceae                                                |
|  |                                                              |

|  | Ruppiaceae    |
|  |               |
|  | Cymodoceaceae |
|  |               |

|  | Zosteraceae      |
|  |                  |
|  | Potamogetonaceae |
|  |                  |

|  | Posidoniaceae                                                |
|  |                                                              |
|  | \| \| Ruppiaceae \| \| \| \| \| \| Cymodoceaceae \| \| \| \| |
|  |                                                              |
|  | Ruppiaceae                                                   |
|  |                                                              |
|  | Cymodoceaceae                                                |
|  |                                                              |

|  | Ruppiaceae    |
|  |               |
|  | Cymodoceaceae |
|  |               |

|  | Zosteraceae      |
|  |                  |
|  | Potamogetonaceae |
|  |                  |

|  | Posidoniaceae                                                |
|  |                                                              |
|  | \| \| Ruppiaceae \| \| \| \| \| \| Cymodoceaceae \| \| \| \| |
|  |                                                              |
|  | Ruppiaceae                                                   |
|  |                                                              |
|  | Cymodoceaceae                                                |
|  |                                                              |

|  | Ruppiaceae    |
|  |               |
|  | Cymodoceaceae |
|  |               |

|  | Zosteraceae      |
|  |                  |
|  | Potamogetonaceae |
|  |                  |

|  | Posidoniaceae                                                |
|  |                                                              |
|  | \| \| Ruppiaceae \| \| \| \| \| \| Cymodoceaceae \| \| \| \| |
|  |                                                              |
|  | Ruppiaceae                                                   |
|  |                                                              |
|  | Cymodoceaceae                                                |
|  |                                                              |

|  | Ruppiaceae    |
|  |               |
|  | Cymodoceaceae |
|  |               |

|  | Zosteraceae      |
|  |                  |
|  | Potamogetonaceae |
|  |                  |

|  | Posidoniaceae                                                |
|  |                                                              |
|  | \| \| Ruppiaceae \| \| \| \| \| \| Cymodoceaceae \| \| \| \| |
|  |                                                              |
|  | Ruppiaceae                                                   |
|  |                                                              |
|  | Cymodoceaceae                                                |
|  |                                                              |

|  | Ruppiaceae    |
|  |               |
|  | Cymodoceaceae |
|  |               |

|  | Zosteraceae      |
|  |                  |
|  | Potamogetonaceae |
|  |                  |

|  | Posidoniaceae                                                |
|  |                                                              |
|  | \| \| Ruppiaceae \| \| \| \| \| \| Cymodoceaceae \| \| \| \| |
|  |                                                              |
|  | Ruppiaceae                                                   |
|  |                                                              |
|  | Cymodoceaceae                                                |
|  |                                                              |

|  | Ruppiaceae    |
|  |               |
|  | Cymodoceaceae |
|  |               |

|  | Zosteraceae      |
|  |                  |
|  | Potamogetonaceae |
|  |                  |

|  | Posidoniaceae                                                |
|  |                                                              |
|  | \| \| Ruppiaceae \| \| \| \| \| \| Cymodoceaceae \| \| \| \| |
|  |                                                              |
|  | Ruppiaceae                                                   |
|  |                                                              |
|  | Cymodoceaceae                                                |
|  |                                                              |

|  | Ruppiaceae    |
|  |               |
|  | Cymodoceaceae |
|  |               |

|  | Zosteraceae      |
|  |                  |
|  | Potamogetonaceae |
|  |                  |

|  | Posidoniaceae                                                |
|  |                                                              |
|  | \| \| Ruppiaceae \| \| \| \| \| \| Cymodoceaceae \| \| \| \| |
|  |                                                              |
|  | Ruppiaceae                                                   |
|  |                                                              |
|  | Cymodoceaceae                                                |
|  |                                                              |

|  | Ruppiaceae    |
|  |               |
|  | Cymodoceaceae |
|  |               |

|  | Zosteraceae      |
|  |                  |
|  | Potamogetonaceae |
|  |                  |

|  | Posidoniaceae                                                |
|  |                                                              |
|  | \| \| Ruppiaceae \| \| \| \| \| \| Cymodoceaceae \| \| \| \| |
|  |                                                              |
|  | Ruppiaceae                                                   |
|  |                                                              |
|  | Cymodoceaceae                                                |
|  |                                                              |

|  | Ruppiaceae    |
|  |               |
|  | Cymodoceaceae |
|  |               |

|  | Zosteraceae      |
|  |                  |
|  | Potamogetonaceae |
|  |                  |

|  | Posidoniaceae                                                |
|  |                                                              |
|  | \| \| Ruppiaceae \| \| \| \| \| \| Cymodoceaceae \| \| \| \| |
|  |                                                              |
|  | Ruppiaceae                                                   |
|  |                                                              |
|  | Cymodoceaceae                                                |
|  |                                                              |

|  | Ruppiaceae    |
|  |               |
|  | Cymodoceaceae |
|  |               |

|  | Zosteraceae      |
|  |                  |
|  | Potamogetonaceae |
|  |                  |

|  | Hydrocharitaceae |
|  |                  |
|  | Butomaceae       |
|  |                  |

| Alismataceae s.l. | \| \| Alismataceae s.s. \| \| \| \| \| \| Limnocharitaceae \| \| \| \| |
|                   | \| \| Alismataceae s.s. \| \| \| \| \| \| Limnocharitaceae \| \| \| \| |
|                   | Alismataceae s.s.                                                      |
|                   |                                                                        |
|                   | Limnocharitaceae                                                       |
|                   |                                                                        |

|  | Alismataceae s.s. |
|  |                   |
|  | Limnocharitaceae  |
|  |                   |

|  | Hydrocharitaceae |
|  |                  |
|  | Butomaceae       |
|  |                  |

| Alismataceae s.l. | \| \| Alismataceae s.s. \| \| \| \| \| \| Limnocharitaceae \| \| \| \| |
|                   | \| \| Alismataceae s.s. \| \| \| \| \| \| Limnocharitaceae \| \| \| \| |
|                   | Alismataceae s.s.                                                      |
|                   |                                                                        |
|                   | Limnocharitaceae                                                       |
|                   |                                                                        |

|  | Alismataceae s.s. |
|  |                   |
|  | Limnocharitaceae  |
|  |                   |

|  | Posidoniaceae                                                |
|  |                                                              |
|  | \| \| Ruppiaceae \| \| \| \| \| \| Cymodoceaceae \| \| \| \| |
|  |                                                              |
|  | Ruppiaceae                                                   |
|  |                                                              |
|  | Cymodoceaceae                                                |
|  |                                                              |

|  | Ruppiaceae    |
|  |               |
|  | Cymodoceaceae |
|  |               |

|  | Zosteraceae      |
|  |                  |
|  | Potamogetonaceae |
|  |                  |

|  | Posidoniaceae                                                |
|  |                                                              |
|  | \| \| Ruppiaceae \| \| \| \| \| \| Cymodoceaceae \| \| \| \| |
|  |                                                              |
|  | Ruppiaceae                                                   |
|  |                                                              |
|  | Cymodoceaceae                                                |
|  |                                                              |

|  | Ruppiaceae    |
|  |               |
|  | Cymodoceaceae |
|  |               |

|  | Zosteraceae      |
|  |                  |
|  | Potamogetonaceae |
|  |                  |

|  | Posidoniaceae                                                |
|  |                                                              |
|  | \| \| Ruppiaceae \| \| \| \| \| \| Cymodoceaceae \| \| \| \| |
|  |                                                              |
|  | Ruppiaceae                                                   |
|  |                                                              |
|  | Cymodoceaceae                                                |
|  |                                                              |

|  | Ruppiaceae    |
|  |               |
|  | Cymodoceaceae |
|  |               |

|  | Zosteraceae      |
|  |                  |
|  | Potamogetonaceae |
|  |                  |

|  | Posidoniaceae                                                |
|  |                                                              |
|  | \| \| Ruppiaceae \| \| \| \| \| \| Cymodoceaceae \| \| \| \| |
|  |                                                              |
|  | Ruppiaceae                                                   |
|  |                                                              |
|  | Cymodoceaceae                                                |
|  |                                                              |

|  | Ruppiaceae    |
|  |               |
|  | Cymodoceaceae |
|  |               |

|  | Zosteraceae      |
|  |                  |
|  | Potamogetonaceae |
|  |                  |

|  | Posidoniaceae                                                |
|  |                                                              |
|  | \| \| Ruppiaceae \| \| \| \| \| \| Cymodoceaceae \| \| \| \| |
|  |                                                              |
|  | Ruppiaceae                                                   |
|  |                                                              |
|  | Cymodoceaceae                                                |
|  |                                                              |

|  | Ruppiaceae    |
|  |               |
|  | Cymodoceaceae |
|  |               |

|  | Zosteraceae      |
|  |                  |
|  | Potamogetonaceae |
|  |                  |

|  | Posidoniaceae                                                |
|  |                                                              |
|  | \| \| Ruppiaceae \| \| \| \| \| \| Cymodoceaceae \| \| \| \| |
|  |                                                              |
|  | Ruppiaceae                                                   |
|  |                                                              |
|  | Cymodoceaceae                                                |
|  |                                                              |

|  | Ruppiaceae    |
|  |               |
|  | Cymodoceaceae |
|  |               |

|  | Zosteraceae      |
|  |                  |
|  | Potamogetonaceae |
|  |                  |

|  | Posidoniaceae                                                |
|  |                                                              |
|  | \| \| Ruppiaceae \| \| \| \| \| \| Cymodoceaceae \| \| \| \| |
|  |                                                              |
|  | Ruppiaceae                                                   |
|  |                                                              |
|  | Cymodoceaceae                                                |
|  |                                                              |

|  | Ruppiaceae    |
|  |               |
|  | Cymodoceaceae |
|  |               |

|  | Zosteraceae      |
|  |                  |
|  | Potamogetonaceae |
|  |                  |

|  | Posidoniaceae                                                |
|  |                                                              |
|  | \| \| Ruppiaceae \| \| \| \| \| \| Cymodoceaceae \| \| \| \| |
|  |                                                              |
|  | Ruppiaceae                                                   |
|  |                                                              |
|  | Cymodoceaceae                                                |
|  |                                                              |

|  | Ruppiaceae    |
|  |               |
|  | Cymodoceaceae |
|  |               |

|  | Zosteraceae      |
|  |                  |
|  | Potamogetonaceae |
|  |                  |

|  | Posidoniaceae                                                |
|  |                                                              |
|  | \| \| Ruppiaceae \| \| \| \| \| \| Cymodoceaceae \| \| \| \| |
|  |                                                              |
|  | Ruppiaceae                                                   |
|  |                                                              |
|  | Cymodoceaceae                                                |
|  |                                                              |

|  | Ruppiaceae    |
|  |               |
|  | Cymodoceaceae |
|  |               |

|  | Zosteraceae      |
|  |                  |
|  | Potamogetonaceae |
|  |                  |

|  | Posidoniaceae                                                |
|  |                                                              |
|  | \| \| Ruppiaceae \| \| \| \| \| \| Cymodoceaceae \| \| \| \| |
|  |                                                              |
|  | Ruppiaceae                                                   |
|  |                                                              |
|  | Cymodoceaceae                                                |
|  |                                                              |

|  | Ruppiaceae    |
|  |               |
|  | Cymodoceaceae |
|  |               |

|  | Zosteraceae      |
|  |                  |
|  | Potamogetonaceae |
|  |                  |

|  | Posidoniaceae                                                |
|  |                                                              |
|  | \| \| Ruppiaceae \| \| \| \| \| \| Cymodoceaceae \| \| \| \| |
|  |                                                              |
|  | Ruppiaceae                                                   |
|  |                                                              |
|  | Cymodoceaceae                                                |
|  |                                                              |

|  | Ruppiaceae    |
|  |               |
|  | Cymodoceaceae |
|  |               |

|  | Zosteraceae      |
|  |                  |
|  | Potamogetonaceae |
|  |                  |

|  | Posidoniaceae                                                |
|  |                                                              |
|  | \| \| Ruppiaceae \| \| \| \| \| \| Cymodoceaceae \| \| \| \| |
|  |                                                              |
|  | Ruppiaceae                                                   |
|  |                                                              |
|  | Cymodoceaceae                                                |
|  |                                                              |

|  | Ruppiaceae    |
|  |               |
|  | Cymodoceaceae |
|  |               |

|  | Zosteraceae      |
|  |                  |
|  | Potamogetonaceae |
|  |                  |

|  | Posidoniaceae                                                |
|  |                                                              |
|  | \| \| Ruppiaceae \| \| \| \| \| \| Cymodoceaceae \| \| \| \| |
|  |                                                              |
|  | Ruppiaceae                                                   |
|  |                                                              |
|  | Cymodoceaceae                                                |
|  |                                                              |

|  | Ruppiaceae    |
|  |               |
|  | Cymodoceaceae |
|  |               |

|  | Zosteraceae      |
|  |                  |
|  | Potamogetonaceae |
|  |                  |

|  | Posidoniaceae                                                |
|  |                                                              |
|  | \| \| Ruppiaceae \| \| \| \| \| \| Cymodoceaceae \| \| \| \| |
|  |                                                              |
|  | Ruppiaceae                                                   |
|  |                                                              |
|  | Cymodoceaceae                                                |
|  |                                                              |

|  | Ruppiaceae    |
|  |               |
|  | Cymodoceaceae |
|  |               |

|  | Zosteraceae      |
|  |                  |
|  | Potamogetonaceae |
|  |                  |

|  | Posidoniaceae                                                |
|  |                                                              |
|  | \| \| Ruppiaceae \| \| \| \| \| \| Cymodoceaceae \| \| \| \| |
|  |                                                              |
|  | Ruppiaceae                                                   |
|  |                                                              |
|  | Cymodoceaceae                                                |
|  |                                                              |

|  | Ruppiaceae    |
|  |               |
|  | Cymodoceaceae |
|  |               |

|  | Zosteraceae      |
|  |                  |
|  | Potamogetonaceae |
|  |                  |

|  | Posidoniaceae                                                |
|  |                                                              |
|  | \| \| Ruppiaceae \| \| \| \| \| \| Cymodoceaceae \| \| \| \| |
|  |                                                              |
|  | Ruppiaceae                                                   |
|  |                                                              |
|  | Cymodoceaceae                                                |
|  |                                                              |

|  | Ruppiaceae    |
|  |               |
|  | Cymodoceaceae |
|  |               |

|  | Zosteraceae      |
|  |                  |
|  | Potamogetonaceae |
|  |                  |

## Phân bố
Chủ yếu trong khu vực ôn đới Bắc bán cầu (Canada, Hoa Kỳ, Nga, Bắc Âu, Trung Quốc, Nhật Bản), kéo dài xuống tới tây bắc Nam Mỹ.

## Các chi
- Harperocallis McDaniel
- Pleea Michaux
- Tofieldia Huds.
- Isidrogalvia Ruiz & Pav.
- Triantha (Nutt.) Baker. Có lẽ là một phần của chi Tofieldia.